# Route nationale 18 (Madagaskar)
Die Route nationale 18 (RN 18) ist eine 132 Kilometer lange, nicht befestigte Nationalstraße in der Region Atsimo-Atsinanana im Südosten von Madagaskar.
Sie zweigt bei Vangaindrano von der RN 12 ab und führt in südwestlicher Richtung zum Midongy-Befotaka-Nationalpark.